# Leck (Lancashire)
Leck – wieś w Anglii, w hrabstwie Lancashire, w dystrykcie Lancaster. Leży 83 km na północ od miasta Manchester i 339 km na północny zachód od Londynu. W 2001 miejscowość liczyła 189 mieszkańców.